# 蒙托兰
蒙托兰（法語：Montaulin，法語發音：[mɔ̃tolɛ̃]）是法国奥布省的一个市镇，位于该省中南部，属于特鲁瓦区和特鲁瓦香槟都会城市圈公共社区，其市镇面积为12.41平方公里，2022年1月1日时人口数量为818人。
蒙托兰是特鲁瓦香槟都会城市圈公共社区的组成部分，位于特鲁瓦市区东南大约7公里。

## 行政
蒙托兰的邮政编码为10270，INSEE市镇编码为10245。

## 地理

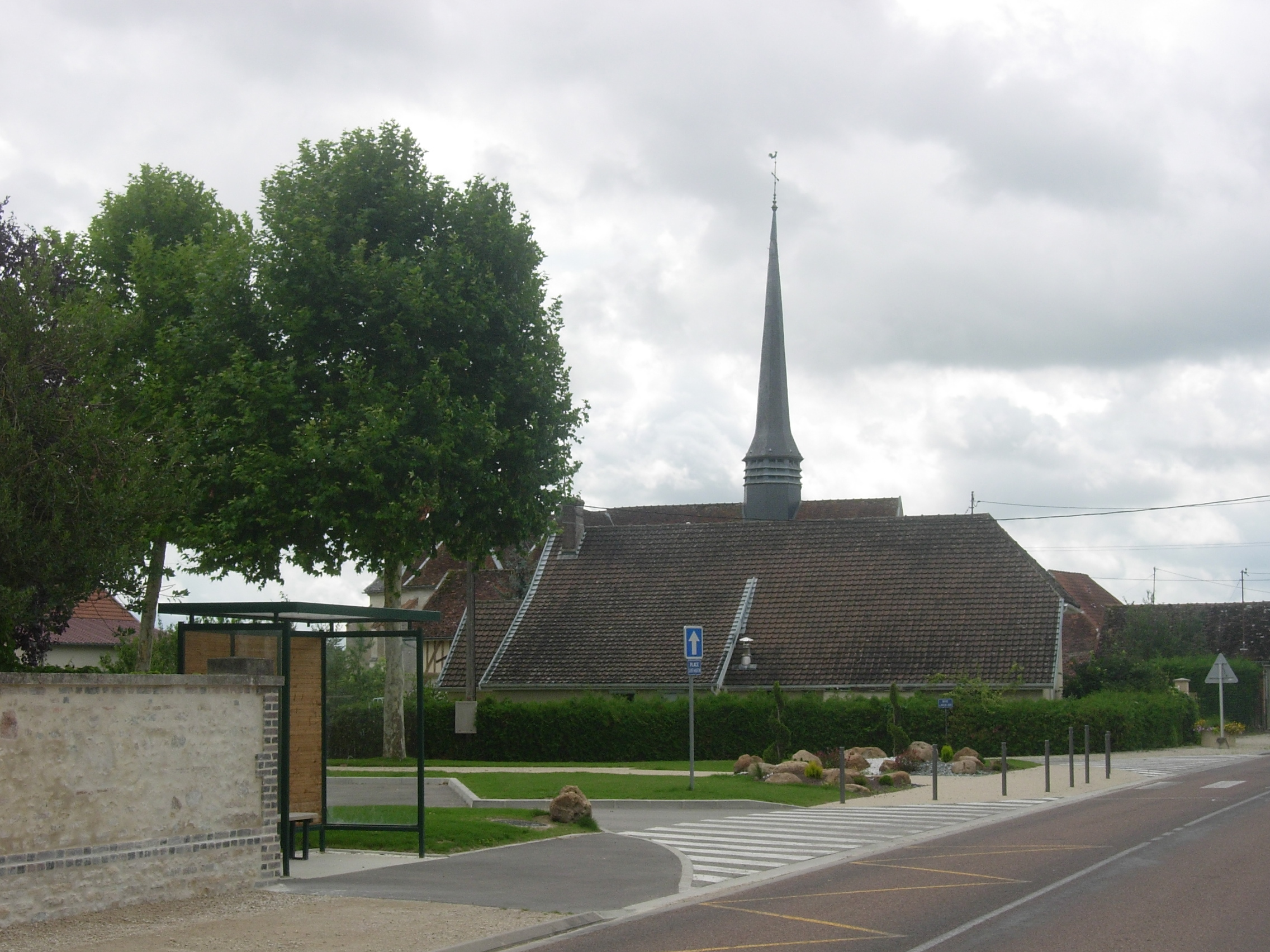
蒙托兰镇中心

蒙托兰（48°15'11"N, 4°11'43"E）位于法国中北部偏东，大东部大区西南部和奥布省中部。
与蒙托兰接壤的市镇包括：克莱雷、库尔特朗日、弗雷努瓦堡、巴尔斯河畔吕西尼、鲁伊圣卢、吕维尼、韦里耶尔。
蒙托兰属于塞纳河流域，境内地势平坦。
按照柯本气候分类法，蒙托兰属于温带海洋性气候，全年温差较小，降水分布均匀。

## 历史
蒙托兰历史上长期为普通村落，法国大革命后成为市镇。

## 交通
奥布省省道D21线和D123线在蒙托兰境内交汇。

## 政治
现任蒙托兰市长为雷米·马尔蒂先生（Rémy Marty），他是一名左翼无党派人士。

## 人口
| 年份   | 1936 | 1946 | 1954 | 1962 | 1968 | 1975 | 1982 | 1990 | 1999 | 2006 | 2007 | 2008 | 2013 | 2017 |
| ------ | ---- | ---- | ---- | ---- | ---- | ---- | ---- | ---- | ---- | ---- | ---- | ---- | ---- | ---- |
| 人口數 | 351  | 349  | 387  | 353  | 374  | 388  | 538  | 573  | 627  | 701  | 712  | 722  | 806  | 807  |